# McDonnell Douglas A-4G Skyhawk

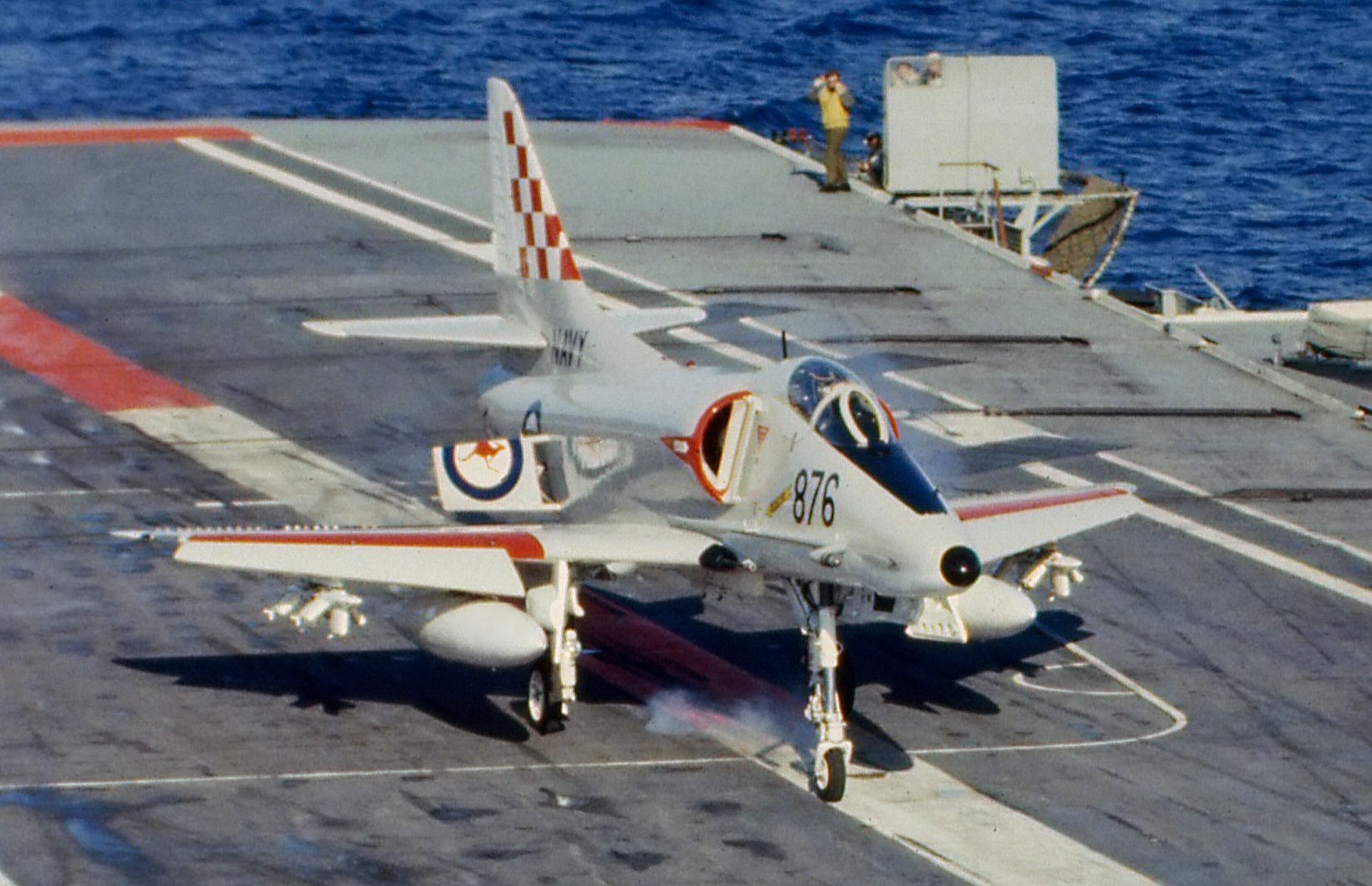
Un A-4G appontant sur le en 1980.

Le McDonnell Douglas A-4G Skyhawk est une variante de l'avion d'attaque au sol Douglas A-4 Skyhawk développée pour la Royal Australian Navy (RAN).
Basé sur la variante A-4F du Skyhawk, l'A-4G est équipé d'une avionique légèrement différente, ainsi que la capacité d'utiliser des missiles air-air AIM-9 Sidewinder.
La RAN a reçu dix exemplaires du A-4G en 1967 et dix en 1971. Ils sont en service actif de 1967 à 1984.